# Nyctiophylax pexus
Nyctiophylax pexus là một loài Trichoptera hóa thạch trong họ Polycentropodidae.